# مايكل ستيوارت (لاعب كرة قدم)
ميخائيل ستيوارت (بالإنجليزية: Michael Stewart)‏ (26 فبراير 1981 بإدنبرة في المملكة المتحدة - ) هو لاعب كرة قدم بريطاني في مركز الوسط. شارك مع منتخب اسكتلندا لكرة القدم. أما مع النوادي، فقد لعب مع تشارلتون أثلتيك وغنتشلربيرليغي ومانشستر يونايتد ونادي هيبرنيان ونوتينغهام فورست وهارت أوف ميدلوثيان.

## مسيرته الكروية
لعب ميخائيل ستيوارت خلال مسيرته الاحترافية مع 6 أندية في اثنا عشر موسمًا وسجل خلالها 14 هدفًا ضمن 187 مباراة. ولم يفز بأي موسم بالكأس وفاز في موسمين بالدوري.
خاض ميخائيل ستيوارت مسيرته مع نادي مانشستر يونايتد في موسم 2000–01 واستمر معه طيلة ثلاثة مواسم، مشاركًا في 7 مباريات ولم يسجل أي هدف. ثم انتقل إلى نادي نوتينغهام فورست في موسم 2003–04 لمدة موسم واحد، حيث شارك في 13 مباراة ولم يسجل أي هدف أيضًا. لينتقل بعدها إلى نادي هارت أوف ميدلوثيان في موسم 2004–05 في المرة الأولى لمدة موسم واحد ثم في موسم 2007–08 واستمر معه طيلة ثلاثة مواسم، مشاركًا طوالها في 104 مباراة سجل خلالها 12 هدفًا. ثم انتقل إلى نادي هيبرنيان في موسم 2005–06 ولمدة موسمين، مشاركًا في 54 مباراة سجل خلالها هدفين. هذا وانتقل لاحقًا إلى نادي تشارلتون أثلتيك في موسم 2010–11 لمدة موسم واحد، مشاركًا في 9 مباريات ولم يسجل أي هدف.

## وصلات خارجية
- ميخائيل ستيوارت على موقع الاتحاد الإسكتلندي (الإنجليزية)
- ميخائيل ستيوارت على موقع اتحاد تركيا (لاعب) (الإنجليزية)
- ميخائيل ستيوارت على موقع قاعدة بيانات كرة القدم.إي يو (الإنجليزية)
- ميخائيل ستيوارت على موقع ناشيونال فوتبول تيمز (الإنجليزية)
- ميخائيل ستيوارت على موقع Soccerbase.com (لاعب) (الإنجليزية)
- ميخائيل ستيوارت على موقع عالم كرة القدم.نت (الإنجليزية)